# David di Donatello a la millor perruqueria
El premi David di Donatello a la millor perruqueria (en italià: David di Donatello per il miglior acconciatore) és un premi de cinema que anualment atorga l'Acadèmia del Cinema Italià (ACI, Accademia del Cinema Italiano) per reconèixer el treball de perruqueria en una pel·lícula italiana estrenada l'any anterior a la cerimònia. El premi es va donar per primera vegada el 2008.

## Guanyadors
Els guanyadors del premi han estat:

### Anys 2000
- 2008
  - Maria Teresa Corridoni - I Viceré
  - Aldina Governatori - Giorni e nuvole
  - Giorgio Gregorini - Scusa ma ti chiamo amore
  - Ferdinando Merolla - Hotel Meina
  - Sharim Sabatini - Caos calmo
- 2009
  - Aldo Signoretti - Il divo
  - Alessandro Bertolazzi - Caravaggio
  - Enrico Iacoponi - Sanguepazzo
  - Vincenzo Mastrantonio - Due partite
  - Luigi Rocchetti - I demoni di San Pietroburgo

### Anys 2010
- 2010
  - Alberta Giuliani - Vincere
  - Giusy Bovino - Baarìa
  - Aldo Signoretti e Susana Sanchez Nunez - Io, Don Giovanni
  - Daniela Tartari - L'uomo che verrà
  - Massimo Gattabrusi - La prima cosa bella
- 2011
  - Aldo Signoretti - Noi credevamo
  - Ferdinando Merolla - Amici miei - Come tutto ebbe inizio
  - Maurizio Tamagnini - Christine Cristina
  - Massimo Gattabrusi - La solitudine dei numeri primi
  - Teresa Di Serio - Qualunquemente
  - Claudia Pallotti e Teresa Di Serio - Vallanzasca - Gli angeli del male
- 2012
  - Kim Santantonio - This Must Be the Place
  - Carlo Barucci - Habemus Papam
  - Mauro Tamagnini - La kryptonite nella borsa
  - Francesca De Simone - Magnifica presenza
  - Ferdinando Merolla - Romanzo di una strage
- 2013
  - Daniela Tartari - Reality
  - Carlo Barucci e Marco Perna - Viva la libertà
  - Stefano Ceccarelli - La migliore offerta
  - Giorgio Gregorini - Diaz - Don't Clean Up This Blood
  - Francesco Pegoretti - Educazione siberiana
- 2014
  - Aldo Signoretti - La grande bellezza
  - Francesca De Simone - Allacciate le cinture
  - Stéphane Desmarez - Il capitale umano
  - Massimo Gattabrusi - Anni felici
  - Sharim Sabatini - La sedia della felicità
- 2015
  - Aldo Signoretti, Alberta Giuliani - Il giovane favoloso
  - Rodolfo Sifari - Anime nere
  - Daniela Tartari - Ho ucciso Napoleone
  - Alberta Giuliani - Latin Lover
  - Carlo Barucci - Maraviglioso Boccaccio
- 2016
  - Francesco Pegoretti - Il racconto dei racconti - Tale of Tales
  - Elena Gregorini - La corrispondenza
  - Angelo Vannella - Lo chiamavano Jeeg Robot
  - Sharim Sabatini - Non essere cattivo
  - Aldo Signoretti - Youth - La giovinezza
- 2017
  - Daniela Tartari - La pazza gioia
  - Mauro Tamagnini - Fai bei sogni
  - Massimiliano Gelo - In guerra per amore
  - Vincenzo Cormaci - Indivisibili
  - Alessio Pompei - Veloce come il vento
- 2018
  - Daniela Altieri - Nico, 1988
  - Antonio Fidato - Ammore e malavita
  - Sharim Sabatini - Brutti e cattivi
  - Mauro Tamagnini - Fortunata
  - Paola Genovese - Riccardo va all'inferno
- 2019
  - Aldo Signoretti - Loro
  - Gaetano Panico - Capri-Revolution
  - Manolo Garcia - Chiamami col tuo nome (Call Me by Your Name)
  - Daniela Tartari - Dogman
  - Massimo Gattabrusi - Moschettieri del re - La penultima missione

### Anys 2020
- 2020
- Francesco Pegoretti - Pinocchio
  - Marzia Colomba - Il primo re
  - Alberta Giuliani - Il traditore
  - Daniela Tartari - Martin Eden
  - Manolo García - Suspiria